# 言論自由
言論自由（英語：Freedom of speech），一種基本人權，指公民可以按照个人意願表達意見和想法的法定政治權利，這些意見表達不用受任何人事前的審查及限制，也無需擔心後來受到政府或他人以行為報復。它通常被理解為充分表達意見的自由，當中包括以任何方式尋找、接收及傳播資訊或者思想的實際行為。有時也被稱為意涵更廣泛的表達自由。
言論自由的權利在過去直至今日都是通過博弈或爭取得來的，同時在任何國家通常也都會受到不同程度的限制，是有底線與邊界的，特別是破壞性的攻擊、粗俗的內容一般不會被社會容忍，例如在報章發表造謠誹謗、中傷、猥褻、威脅傷人、煽動仇恨或者侵犯版權和私隱等言論或者資訊的一系列涉嫌侵犯他人人权的行為會被禁止，而表達意見時也需要注意時間、地點和禮儀。近年來網路成為新介質後取消文化盛行，言論自由各種各樣，討論與發展也更加複雜難懂，不過就原則而言，一般的民主政體基於公益和保護人權，都以寬容開放為基調來設定言論的邊界，出現問題時對簿公堂處理。而在一些可能存在侵犯人權行为的国家政权，假借同樣的名義，聲稱言论自由卻出現限制程度極高或是不公平，或是利用言論自由攻擊別人，這些都逾越了人权法案的红线。如何分辨真與假言論自由，具體的區別可以觀察言論是否是傷害他人的自由為代價、爭議時是否有刑事公權力的介入、審查動機是否普遍、觸法的解釋權如何定義等等，舉例而言，在法律上要求明確何為所謂的例外情況做提告事由、是否以公約普遍認知為基準等等進行判斷。
以《世界人權宣言》第19條及《美國憲法第一修正案》等為例，被公認為明言保障言論自由的權利，確認言論自由的基石的重要性的著名文件，另一方面亦顯示出了其脆弱需受保障的面向。《世界人權宣言》第19條及《公民權利和政治權利國際公約》的《國際人權法》中亦確認言論自由為一項人權。《公民權利和政治權利國際公約》第19條指“人人有權在不受干涉下持有意見及主張”及“每個人都有權利自由發表主張和意見，此項權利包括尋找、接收和傳遞資訊和思想的自由，而不分任何媒介和國界。”第19條亦指出，這些權利附有特別責任及義務，行使時必須尊重他人權利或名譽，確保國家安全及公共秩序不受影響。

## 言論和表達自由的權利
联合国1948年通過的《世界人权宣言》中的第十九条以及《公民權利和政治權利國際公約》第十九條明确提出了「言論自由」的定義。
《世界人权宣言》中的第十九条指：
|  | 人人有主張及發表自由之權；此項權利包括保持主張而不受干涉之自由，及經由任何方法不分國界以尋求、接收並傳播消息意見之自由。 |

《公民權利和政治權利國際公約》第十九條指：
|  | 一、人人有保持意见不受干预之权利。 二、人人有发表自由之权利；此种权利包括以语言、文字或出版物、艺术或自己选择之其他方式，不分国界，寻求、接受及传播各种消息及思想之自由。 三、本條第二項所載權利之行使，附有特别責任及義務，故得予以某種限制，但此種限制以經法律規定，且為下列各項所必要者為限： （一）尊重他人權利或名譽； （二）保障國家安全或公共秩序，或公共衛生或風化。 |

今天的言論自由受到了國際人權法的公認。這項權利在公民權利和政治權利國際公約的第19條、歐洲人權公約的第10條、美洲人權公約的第13條及非洲人權和民族權憲章的第9條中得到體現。

## 歷史
言論自由的概念最早可以回推於公元前5至6世紀的雅典式民主思想。
對言論自由的明確保護，可以追溯到早期的人權文件。英國的1689年權利法令賦予議會辯論和法庭訴訟的言論自由；法國大革命時期頒布的《人權和公民權宣言》肯定言論自由作為人類一項不可剝奪的權利。《宣言》的第11條指：
|  | “傳達思想和意見的自由是人最寶貴的權利之一。因此，每一個公民都可以自由地發言，寫作和出版，但濫用此項自由（的公民）應負上由法律定義的責任。” |

在該宣言發表的一個月後，美國國會提交審議《權利法案》，並於1791年12月15日獲得通過。《權利法案》中的「第一修正案」保護所有公民的言論自由權，並禁止政府制定任何阻礙信仰自由、剝奪言論自由、侵犯出版自由和集會自由、干涉或禁止人民向政府和平表达诉求的自由的法律。

## 言論自由與不同政見

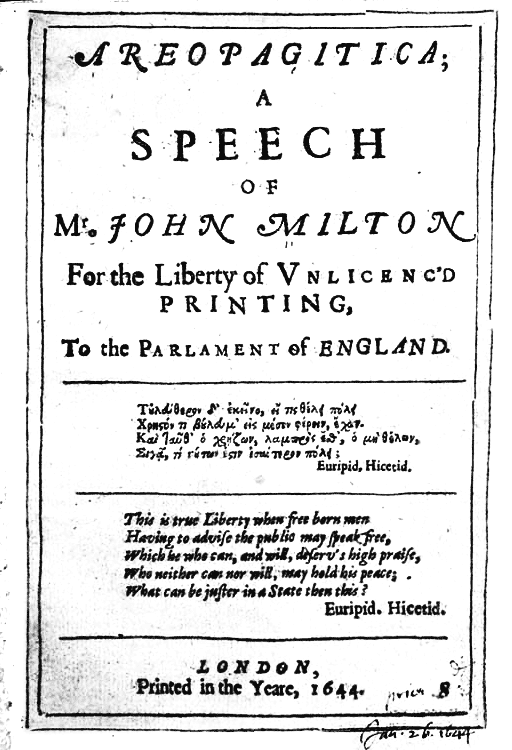
《論出版自由》1644年版第一頁

### 出版自由及印刷品審查制度
在印刷術發明之前，著作只能透過非常費力而且容易出錯的人手過程複製。由於沒有嚴格審查和控制書吏的系統，他們的作品很少引起廣泛爭議。1450年印刷機出現之後，宗教權威所認為的異端邪說得以傳播，羅馬天主教會提出了審查制度。新的印刷術能準確地印制文字作品，使思想和資訊流通更加迅速和廣泛。1501年，教宗亞歷山大六世頒布一條針對無牌印刷書籍的法案，並在1559年首次發出禁書目錄。羅馬天主教會的禁書目錄主要是為了控制民眾思想和意見，打壓違背教會教義和意見的觀點，其中包括禁止或審查笛卡爾、焦爾達諾·布魯諾、伽利略、大衛·休謨、約翰·洛克、丹尼爾·笛福、让-雅克·卢梭及伏爾泰等人的著作。因為印刷業使聖經和政府的信息得以流通，教會和政府在很多方面都支持印刷業，但與此同時，不同意見和批評教會和政府的作品也可以迅速流通傳播。因此，為了控制整個歐洲的印刷者，當局要求他們得到官方授權才可生產和交易書本。

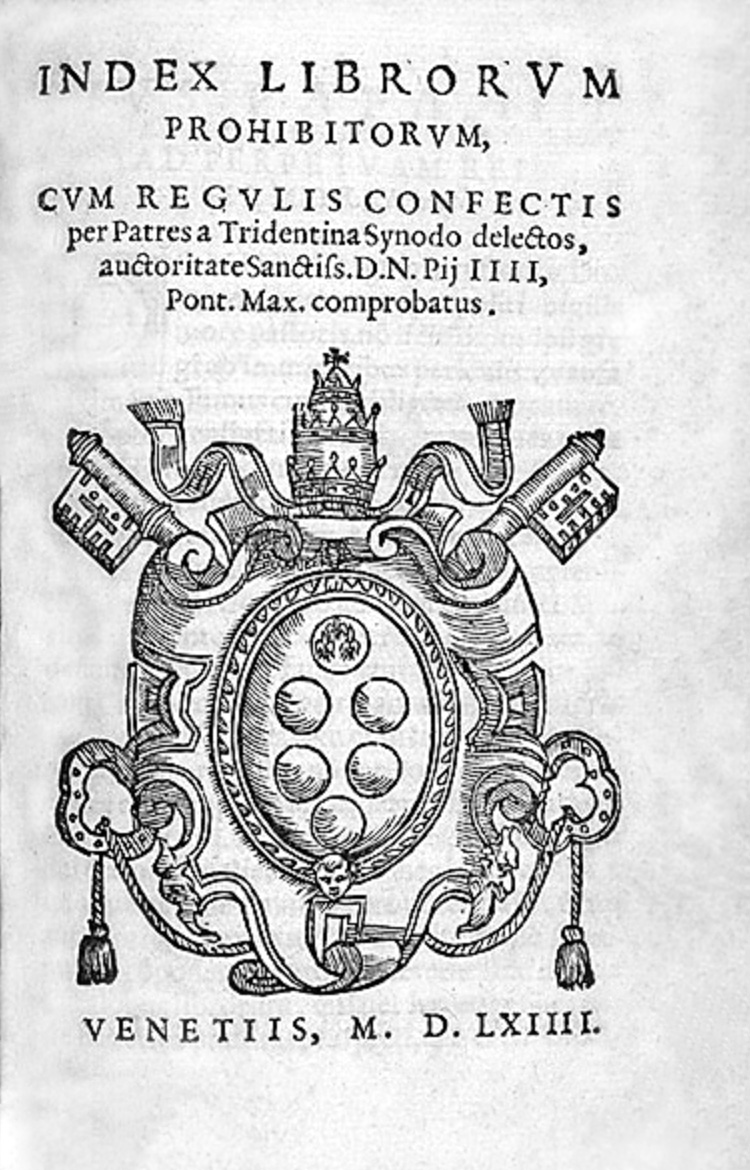
在1564年威尼斯出版的禁書目錄的封面

隨着新聞媒體和印刷的發展，應該允許表達異見或顛覆性的意見，而不受到懲罰或法律制裁的概念也隨之興起。1644年，英國思想家約翰·彌爾頓出版一本反對審查制度的短論《论出版自由》，以回應議會重新引入對印刷者的發牌制度。教廷當局此前曾拒絕對彌爾頓的一篇關於離婚權利的著作發出出版許可證，而《论出版自由》則在沒有許可下發行。彌爾頓發表了慷慨激昂的表達自由和容忍的謬誤呼籲：
|  | 給我知情、發言的自由，並根據良心自由地爭論，那是最重要的自由。 |

彌爾頓對言論自由的辯護是基於一個新教的世界觀。他認為宗教改革是英格蘭人的使命，將帶給所有人啟蒙。他亦反對以定義“有害言論”及劃定言論自由的範圍來限制個人言論，並支持對不同觀點意見更大的寛容。

### 出版自由、政府及宗教
隨着印刷傳播的“威脅”，政府建立了中央控制的機制。法國君主打壓出版，使语言学家艾蒂安·多雷在1546年被處以火刑。1557年，英格蘭瑪麗一世女王下令成立英國出版同業工會，只有工會成員才能出版書籍，以此來遏止違反宗教教義或持不同政治立場作品的發行。印刷的權利僅限於兩所大學和倫敦市的21個印刷者，總共53部印刷機。在法國，由於與當局對抗，約800個作家、印刷者和書商被關押在巴黎的巴士底獄，直至1789年監獄被民眾佔領。
英國思想家在言論自由權利的早期討論中走在前列，例如约翰·弥尔顿和約翰·洛克（1632–1704）。洛克提出以個體為價值和所擁有生存，自由，財產和追求幸福的權利的單位，但他不支持普世寬容和言論自由。他認為一些群體，如無神論者，不應該被允許有自己的想法，因為否定上帝的存在會破壞社會秩序和領導。
17世紀歐洲大陸的哲學家如斯賓諾莎和皮埃爾·培爾發展比早期英國哲學家更寬容和普遍的言論自由思想。到了18世紀，言論自由的討論遍布整個西方世界，特別是法國哲學家如德尼·狄德羅、保爾·霍爾巴赫、克洛德·阿德里安·愛爾維修等更為活躍。言論自由的思想開始被納入政治理論。歷史上第一個完整言論自由的法令由约翰·弗里德里希·施特林泽於1770年12月4日攝政期間的丹麥-挪威發布。然而，十個月後施特林澤在這項法案中加入一些限制。在他倒台後，1773年推出的法令加入了進一步限制，但沒有重新出現審查系統。

### 言論自由的保護包括對不同政見者
英國著名哲學家約翰·斯圖爾特·密爾認為，如果沒有人的自由，就沒有科學、法律及政治上的進步。密爾在1859年發表《論自由》一書，該書成為捍衛言論自由權利的經典。密爾認為，真理驅逐謊言，因此無論自由表達對或錯的意見，都不應該害怕；真理不是恆定或固定的，而會隨時間轉變。密爾還指出，很多我們曾經相信是正確的事已變成錯誤的事情，因此意見不應該因明顯的錯誤而禁止。密爾亦認為，自由討論是必需的，以防止被“既定意見的沈睡”（the deep slumber of a decided opinion）所制服；討論能帶動起真相，從思考錯誤的意見重新確認真實的觀點。
英國作家伊夫林·比阿特麗斯·霍爾在自己所著的伏爾泰傳記中以「我雖然不贊同你的意見，但我誓死捍衛你說話的權利」來闡釋伏爾泰的信念。這句話雖然不是伏爾泰本人所述，但經常被人引用來描述言論自由的原則。在20世紀，诺姆·乔姆斯基指出：“如果你相信言論自由，那麼你也應該相信那些你不喜歡的意見應享有自由。希特勒和戈培爾也支持言論自由，不過只限於那些他所喜歡的言論，史達林也一樣。你支持言論自由，就意味著你支持那些你所憎惡的言論享有自由。”

## 民主与言论自由的关系
言論自由的概念與政治争論和民主密切相關。在民主國家，政府一般對大部份文字和言論都不加控制。因此，民主國家往往出現對議題持不同甚至相反觀點和意見的多種聲音。民主制度的完善依賴於有文化、有知識的公民，国家允许他們掌握信息，使他们能最充份地參與社會公共生活，批評不明智或專制的政府官員或政策。
民主制度有賴於人們能夠最廣泛地接觸到未經審查的觀念、觀點和事实信息。

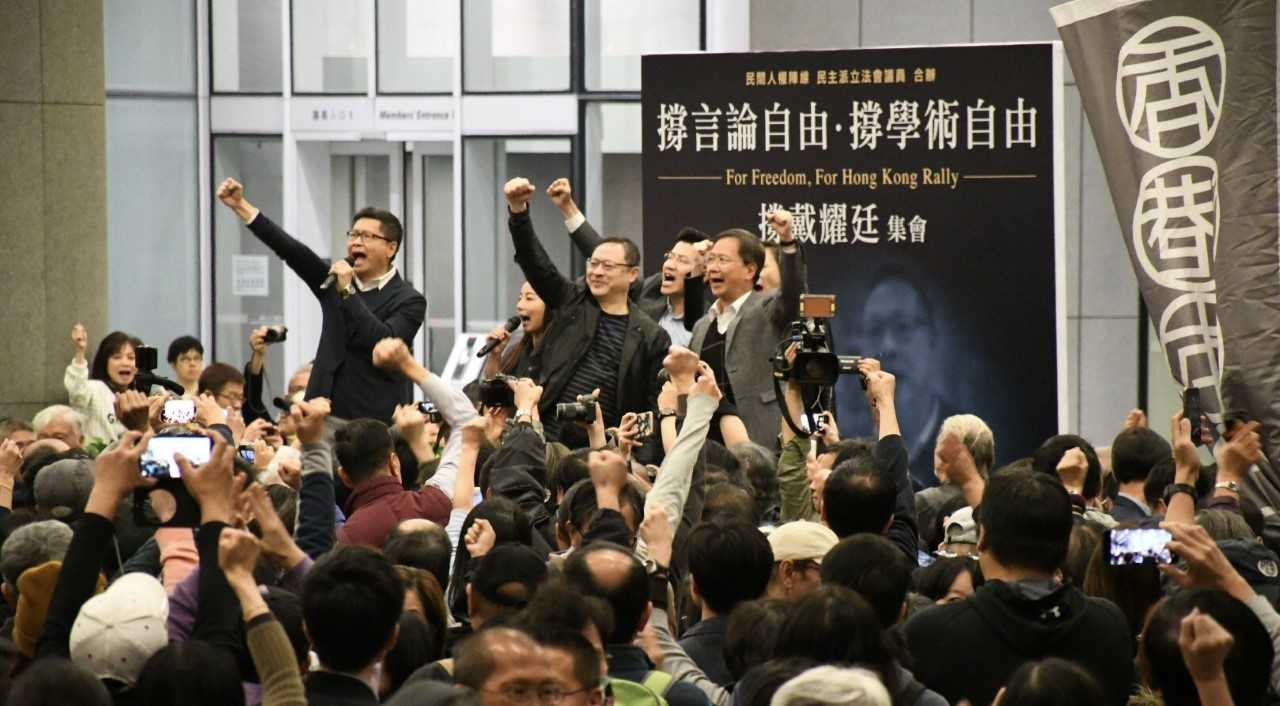
通過舉行集會向外界表明支持言論自由的立場

支持言論自由和民主之間聯繫的代表人物是亞歷山大·米克爾約翰。他認為，民主的概念就是人民的自治。對於民主制度的運作，選民的知情是必需的，而為了使選民有適當的知識和資訊，信息和思想的自由流動必須沒有任何限制。米克爾約翰指出，如果當權者能透過隱瞞信息和扼殺批評意見來操縱選民，民主的根本理想將不再真實。
世界銀行集團的“全球治理指標”計劃表明，言論自由和隨之帶來的問責制對一個國家的管治水準有顯著的影響。

## 言論自由的限制

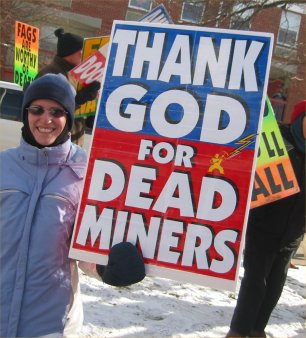
美國極端宗派威斯特布路浸信會的成員由於經常發表仇恨言論，已被禁止進入加拿大及英國。

根據自由論壇組織，法律制度和社會大眾也會認識到言論自由的局限，特別是當言論自由與其他價值或權利衝突時。言論自由是一項基本權利，但它不可能是絕對的，不能被用作發表暴力、誹謗、侮辱或淫穢言行的理由。成熟的民主國家只有在面臨高度威脅的情況下，才有理由禁止可能會激起暴力、損害他人名譽或鼓動淫蕩行為的言論。一些國家禁止煽動種族或民族仇恨的言論。可以按照“傷害原則”或“犯罪原則”來限制言論自由，例如禁止發放色情或煽動仇恨的言論及信息。限制言論自由可通過法律制裁或社會的反對，或兩者兼有。而限制言論自由的規範是即使在緊急情況下公開表達意見也不會被完全壓制。
在美國，法院藉由累積許多言論自由的案例，發展出一套規則，稱之為雙階理論（The Two Level Theory），以決定哪些言論受法律保護。這理論認為「淫蕩、猥褻性言論、粗俗言論、誹謗性言論、侮辱或挑釁性言論，並未涉及任何思想及意見之表達，而無任何社會價值，即使可能為社會帶來利益，其利益也明顯小於限制這些言論所欲維持之社會秩序及道德規範」。此外，行政中立與發言人制度，也常被視為必要的限制言論自由；不過要注意的是，淫蕩、猥褻性言論、粗俗言論或仇恨言論等，可能會被認為是言論自由的一部分，像例如在其他國家會被視為仇恨言論而受到懲處的言論，在美國被認為是受言論自由保障的言論，美國法律也沒有「仇恨言論」一詞。

### 法律的限制
有些人并不认为言论自由是绝对的，大多数法律制度一般都会对言论自由做出限制，尤其是当言论自由与其他权利和保护相冲突时，例如在书面诽谤、口头中伤（诽谤）、色情、淫秽、攻击性言论和知识产权方面。

2025年否认大屠杀法律

对言论自由的某些限制可能是通过法律制裁实现的，而另一些限制则可能是通过社会不认可实现的。在沙特阿拉伯，记者被严格禁止撰写对王室、宗教或政府不敬或表达批评的文章，这类写作不受到任何法律保护。记者贾迈勒·卡舒吉（Jamal Khashoggi）因长期批评沙特政府而闻名，他常在公开场合和媒体上发表批评性文章。2018年，卡舒吉在沙特阿拉伯官员的策划下被残忍杀害，这一事件引发了全球广泛的关注和谴责，进一步凸显了沙特阿拉伯对言论自由的严重打压与限制。

### 被视为有害和冒犯性的内容
有些观点的表达是非法的，因为有些人认为它们对他人有害。这类言论通常包括既虚假又有潜在危险的言论，如在剧院里虚假地喊 “着火了！”并引起恐慌。限制言论自由的理由通常是 “伤害原则 ”或 “冒犯原则”。
在《论自由》一书中，约翰·斯图尔特·密尔认为，“......作为一个道德信念问题，任何学说，无论被认为多么不道德，都应该有信奉和讨论的最大自由”。 密尔认为，最充分的表达自由是将论点推向其逻辑极限，而不是社会尴尬的极限。
1985年，乔尔-费恩伯格（Joel Feinberg）提出了所谓的 “犯罪原则”。费恩伯格写道：“支持一项拟议的刑事禁令的充分理由总是，它很可能是防止对行为人以外的人造成严重犯罪（而不是伤害或损害）的有效方法，而且很可能是达到这一目的的必要手段”。因此，费恩伯格认为，伤害原则设定的标准过高，有些表达方式可以合法地被法律禁止，因为它们非常令人反感。尽管如此，由于冒犯他人不如伤害他人严重，因此对造成伤害者的处罚应该更高。与此相反，密尔不支持法律惩罚，除非这些惩罚是基于伤害原则。由于人们冒犯的程度各不相同，或可能是无端偏见的结果，因此费恩伯格建议，在适用冒犯原则时需要考虑几个因素，包括：言论的范围、持续时间和社会价值，避免言论的难易程度，发言者的动机，被冒犯的人数，冒犯的强度，以及整个社会的普遍利益。
贾斯珀-杜门 （Jasper Doomen） 认为，应从公民个人的角度来定义伤害，不应将伤害局限于身体伤害，因为也可能涉及非身体伤害；费恩伯格（Feinberg） 对伤害和犯罪的区分被批评为在很大程度上是微不足道的。
1999年，伯纳德-哈考特 （Bernard Harcourt） 在谈到危害原则的崩溃时写道："今天，辩论的特点是各种相互竞争的危害论点吵得不可开交，却又无从解决。在辩论的结构中不再有一个论点来解决相互竞争的危害主张。最初的危害原则从未具备确定危害相对重要性的条件"。
对言论自由的危害和冒犯限制的解释在文化和政治上都是相对的。例如，在俄罗斯，危害和冒犯原则被用来为俄罗斯限制有关LGBT问题的言论（和行动）的 LGBT 宣传法辩护（保护儿童免遭反传统家庭价值观信息的影响法）许多欧洲国家禁止可能被解释为否认大屠杀的言论（纳粹大屠杀否认论）。这些国家包括奥地利、比利时、加拿大、捷克共和国、法国、德国、匈牙利、以色列、列支敦士登、立陶宛、卢森堡、荷兰、波兰、葡萄牙、俄罗斯、斯洛伐克、瑞士和罗马尼亚。在一些国家，否认亚美尼亚种族灭绝也是非法的。

各国对叛教的限制（2020年）

在一些国家，叛教被用来限制言论自由。在一些国家，亵渎神明是一种犯罪。例如，在奥地利，诽谤伊斯兰教先知穆罕默德的言论自由不受保护。相比之下，在法国，亵渎和诋毁穆罕默德的行为受到言论自由法的保护。
某些公共机构也可能颁布限制言论自由的政策，例如在国家开办的学校中颁布言论守则。
在美国，布兰登伯格诉俄亥俄州案（1969 ）是关于政治言论的里程碑式意见，明确推翻了惠特尼诉加利福尼亚州案。在勃兰登堡一案中，美国最高法院广泛提及甚至公开谈论暴力行动和革命的权利：
[我们的]判决已经形成了这样一条原则，即宪法保障的言论自由和新闻自由不允许国家禁止或禁止鼓吹使用武力或违法行为，除非这种鼓吹的目的是煽动或导致即将发生的违法行为，并且有可能煽动或导致这种行动。
勃兰登堡案的意见摒弃了之前的 “明显和现实的危险 ”检验标准，使美国的（政治）言论自由保护权几乎成为绝对权利。在美国，仇恨言论也受到第一修正案的保护，最高法院在 R.A.V. 诉圣保罗市案（1992年）中裁定，仇恨言论是允许的，但暴力迫在眉睫的情况除外。有关这一决定及其历史背景的详细信息，请参见《美国宪法第一修正案》。

### 时间、地点和方式
基于时间、地点和方式的限制适用于所有言论，无论所表达的观点如何。它们通常是旨在平衡其他权利或合法政府利益的限制。例如，时间、地点和方式限制可能会禁止政客半夜在家中举行喧闹的政治示威，因为这侵犯了政客邻居安静享受自己家园的权利。如果在不同的时间（如白天）、不同的地点（如在政府大楼或其他公共场所）或以不同的方式（如无声抗议）进行，原本相同的活动可能会被允许。在美国，葬礼抗议是一个复杂的问题。美国人有权对他们认为不合理的各种政策举行和平抗议。通过时间、地点和方式对葬礼程序进行抗议是否合适，这是一个问题。由于近来这种情况时有发生，因此已通过立法对此加以限制。现在，美国各州的法律都规定并禁止葬礼抗议活动。

### 互联网和信息社会

“自由言论旗”是在AACS加密密钥争议期间创建的，作为“支持个人自由的象征”。

查禁目录的编辑乔-格兰维尔（Jo Glanville）说，“互联网是审查制度的革命，也是言论自由的革命”。国际、国家和地区标准承认，言论自由作为表达自由的一种形式，适用于包括互联网在内的任何媒介。1996年的《通信规范法案》（CDA）是美国国会对互联网上的色情作品进行监管的首次重大尝试。1997年，在具有里程碑意义的 “雷诺诉美国公民自由联盟 ”信息技术法案件中，美国最高法院部分推翻了该法律。斯图尔特-R-达尔泽尔法官是 1996年 6 月宣布《社区发展法》部分内容违宪的三位联邦法官之一，他在意见书中作了如下陈述：
互联网相比于印刷品、村镇广场或邮件，是一个更能促进言论表达的媒介。由于这必然会影响互联网本身，“通信规范法”（CDA）势必会减少成年人在这一媒介上能够接触到的言论。这是宪法上无法容忍的结果。互联网上的一些对话无疑挑战了传统话语的界限。网络上的言论可以是不加过滤的、不加修饰的、非常规的，甚至可能充满情绪化、性露骨的内容以及粗俗的表达——用一句话概括，在许多社区中，这类言论被视为“不雅”。然而，在这样一个来自各行各业的公民都能发声的媒介中，我们应预见到这类言论的出现。我们还应保护这种媒介赋予普通人与媒体大亨的自主权。[…] 我的分析并不是剥夺政府保护儿童免受互联网交流危险的所有手段。政府仍然可以通过严格执行现有的有关犯罪、淫秽和儿童色情的法律，继续保护儿童免受互联网色情内容的侵害。[…]正如我们在听证会上所了解到的，公众对于这个新媒介的好处和风险有着迫切的教育需求，政府也可以承担这一职责。在我看来，我们今天的行动应该仅仅意味着，政府对互联网内容的合法监督应停留在传统上不受保护言论的界限内。[…]毫无疑问，缺乏政府对互联网内容的监管确实造成了一定的混乱，但正如原告的一位专家在听证会上有力地指出的那样：“互联网的成功正是因为它的混乱，互联网的力量源自于这种混乱。” 同样，我们的自由也依赖于第一修正案所保护的不受限制的言论带来的混乱与喧嚣。
2003年通过的《信息社会世界峰会原则宣言》（WSIS）特别提到言论自由权对于“信息社会”的重要性，声明如下：
我们重申，正如《世界人权宣言》第19条所阐明的，作为信息社会的基本基础，每个人都有权享有思想和言论自由；这一权利包括不受干涉地持有意见，并通过任何媒介和不论国界地寻求、接收和传播信息与思想。交流是一个基本的社会过程，是人的基本需求，也是所有社会组织的基础。它是信息社会的核心。每个人，无论身处何地，都应有机会参与，且不应有人被排除在信息社会所带来的利益之外。
根据伯恩特·胡根霍尔茨和露西·吉博的说法，公共领域正受到“信息商品化”的压力，因为在信息时代，先前几乎没有经济价值或没有经济价值的信息已经获得了独立的经济价值。这包括事实数据、个人数据、基因信息以及纯粹的想法。信息的商品化正在通过知识产权法、合同法以及广播和电信法来实现。

### 信息自由
信息自由是言论自由的延伸，其表达媒介是互联网。信息自由也可指互联网和信息技术背景下的隐私权。 与表达自由权一样，隐私权是一项公认的人权，而信息自由则是这一权利的延伸。 信息自由还可能涉及信息技术背景下的审查制度，即不受审查或限制地获取网络内容的能力。
信息自由也受到诸如加拿大安大略省的《信息自由与隐私保护法案》等法律的明确保护。《信息获取法》赋予加拿大公民、永久居民以及任何在加拿大的个人或公司获取受该法管辖的政府机构记录的权利。

### 网络审查
信息自由的概念是针对国家赞助的网络审查、监控和监管而产生的。网络审查包括对互联网信息的发布或访问进行控制或压制。 全球互联网自由联盟声称为他们所谓的“封闭社会”解除对“信息自由流动”的屏障。 根据“无国界记者”（RWB）的“互联网公敌名单”，以下国家实施了广泛的网络审查： 中国大陆、古巴、伊朗、缅甸/伯马、朝鲜、沙特阿拉伯、叙利亚、土库曼斯坦、乌兹别克斯坦和越南。
广为人知的网络审查实例是中国的防火长城（既指其作为网络防火墙的作用，也借指古代的中国长城）。该系统通过阻止IP地址的路由来屏蔽内容，由位于互联网网关的标准防火墙和代理服务器组成。该系统还会在特定网站被请求时有选择性地进行DNS欺骗。政府似乎并未系统性地审查互联网内容，因为这在技术上似乎不可行。 中华人民共和国的网络审查是在多种法律和行政法规下进行的，其中包括针对互联网的六十多项法规。审查系统由国有互联网服务供应商（ISP）、商业公司和组织的省级分支机构严格执行。
沙特阿拉伯政府加大了对社交媒体账户的审查力度，拘留了多名活动家、批评者，甚至普通社交媒体用户，仅因他们发布了几条批评性的推文。法学教授阿瓦德·阿尔-卡尔尼成为沙特互联网审查的受害者，并面临死刑。沙特控制的媒体将他描绘为一个危险的传教士，原因是他的推特和WhatsApp上的发言，但持不同政见者认为他是一位具有重要社会影响力的知识分子。

## 与虚假信息的关系
一些法律学者（如哥伦比亚大学的吳修銘）认为，关于言论自由的传统问题——即“对言论自由的主要威胁”是“压制性国家的审查”，以及“错误的或恶意的言论”可以且应该通过“更多更好的言论”来克服，而不是通过审查——假设了信息的稀缺性。这种稀缺性在20世纪盛行，但随着互联网的到来，信息变得丰富，“但听众的注意力”却变得稀缺。此外，正如吴所言，这种由互联网带来的“廉价言论”不仅可以用于启发或辩论，也可以被用于攻击、骚扰和压制。电子前沿基金会（EFF）主张“审查不能成为应对网络虚假信息的唯一答案”，并指出科技公司“往往过度纠正并审查准确且有用的言论——更糟糕的是，它们的政策甚至可能强化错误信息。”
吳修銘认为，在 21 世纪，危险不在于直接针对 “发言者 ”的 “压制性国家”，而在于：
……针对听众，或者间接削弱发言人。更确切地说，新兴的言论控制技术依赖于（1）一系列新的惩罚措施，例如释放“水军”来攻击媒体和其他批评者，以及（2）“泛滥”策略（有时称为“反向审查”），通过制造和传播虚假新闻、雇佣虚假评论员、部署宣传机器人来扭曲或淹没不受欢迎的言论。 正如记者彼得·波梅兰采夫所写，这些技术将“信息……武器化，作为一种工具，用来迷惑、勒索、打击士气、颠覆和瘫痪。”

## 异议与真理的历史

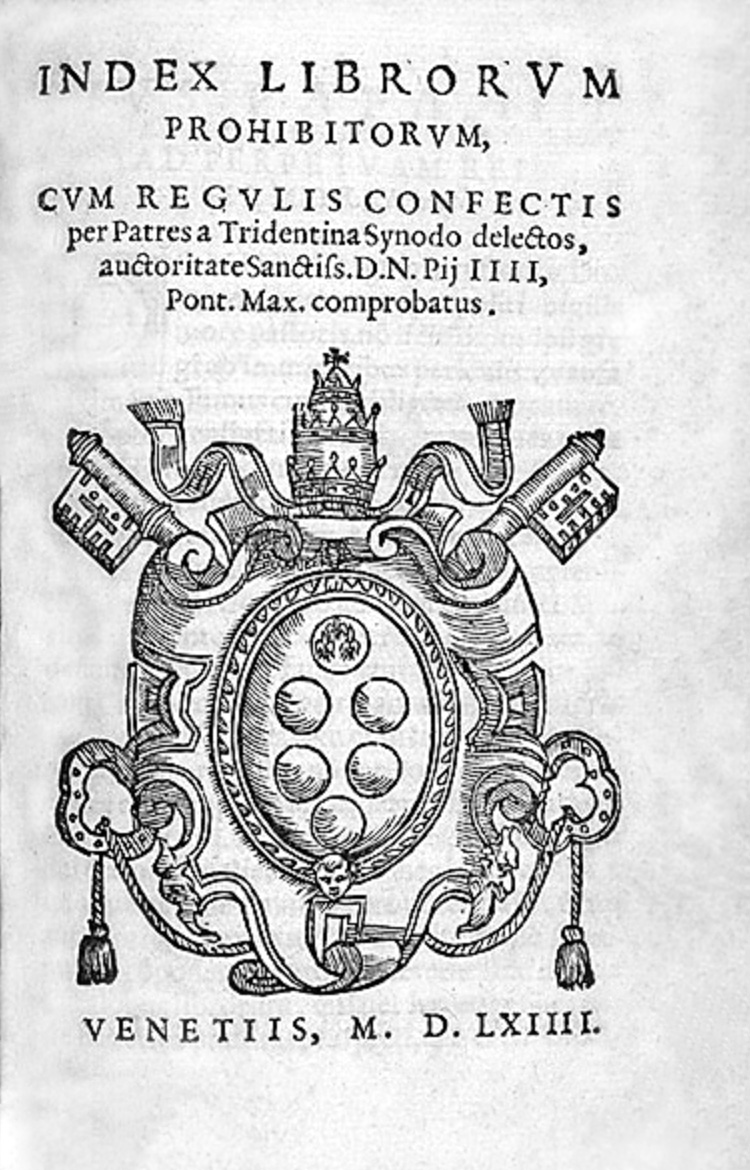
《禁书目录》封面，或《禁书清单》（威尼斯，1564年）

在印刷机发明之前，一部书面作品一旦创作完成，只能通过极其繁琐且易出错的手工抄写来复制。没有复杂的审查制度来控制抄写员，直到14世纪，抄写员仍局限于宗教机构，他们的作品很少引发广泛的争议。为了应对印刷术及其传播神学异端的能力，罗马天主教会开始实施审查制度。 印刷技术允许对作品进行多次精确复制，从而使思想和信息更迅速且广泛地传播（参见印刷文化）。 大多数欧洲国家的版权法起源于罗马天主教会和政府为规范和控制印刷商的出版物所做的努力。

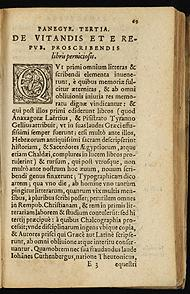
在《七篇颂词》（1596年）中，荷兰主教亨里克·范·库伊克为审查制度的必要性进行了辩护，并声称约翰内斯·古腾堡的印刷机导致了一个被“有害谎言”所感染的世界——因此，范·库伊克特别提到了《塔木德》和《古兰经》，以及马丁·路德、让·加尔文和鹿特丹的伊拉斯谟的著作。

1501年，教皇亚历山大六世颁布法令，禁止未经许可的书籍印刷。1559年，教皇保禄四世发布了《禁书目录》。 《禁书目录》是罗马天主教会发布的“坏书”目录中最著名且持续时间最长的例子，该目录自称拥有对私人思想和意见的权威，压制与其教义相悖的观点。《禁书目录》由罗马宗教裁判所管理，但由地方政府当局执行，共经历了300个版本。该目录中禁止或审查了勒内·笛卡尔、焦尔达诺·布鲁诺、伽利略·伽利莱、大卫·休谟、约翰·洛克、丹尼尔·笛福、让-雅克·卢梭和伏尔泰等人的著作。 尽管政府和教会在许多方面鼓励印刷，因为它促进了《圣经》和政府信息的传播，但异见和批评作品也能够迅速传播。因此，各国政府在欧洲范围内对印刷商实施了管控，要求他们持有官方许可证才能经营和出版书籍。

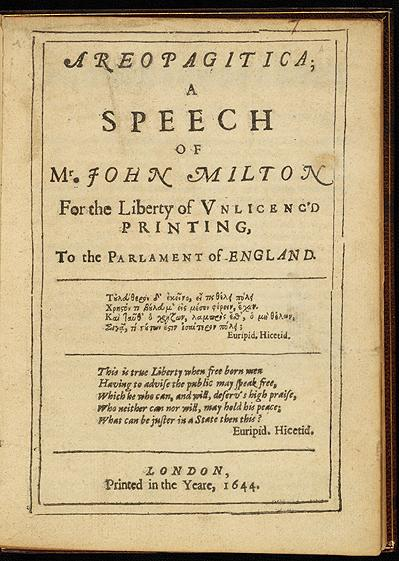
约翰·弥尔顿1644年版《论出版自由》的首页，他在其中强烈反对1643年的《出版许可令》。

随着印刷术和新闻业的发展，表达异见或颠覆性观点应当被容忍，而非被法律审查或惩罚的观念逐渐形成。1644年出版的《论出版自由》是约翰·弥尔顿对英国议会重新实行印刷商及出版商政府许可制度的回应。 教会当局此前确保弥尔顿关于离婚权的文章被拒绝出版许可。在未经许可出版的《论出版自由》中， 弥尔顿为言论自由和对谬误的容忍作了充满激情的辩护， 他说道：
给予我自由去知晓、表达并依良知自由辩论的权利，这是至高无上的自由。

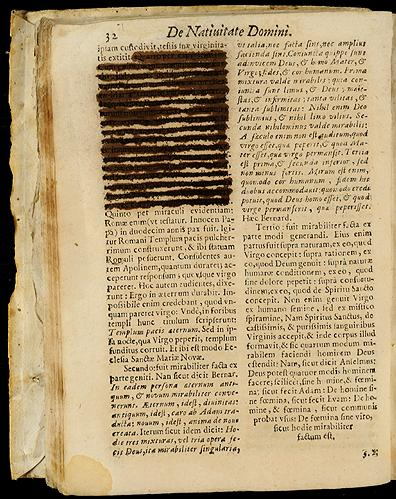
这本1688年版的雅各布斯·德·沃拉吉尼的《黄金传说》（1260年）根据1707年的《删改书目索引》被审查，该索引列出了已在流通中的书籍中需要审查的具体段落。

弥尔顿对言论自由的辩护基于一种新教世界观。他认为，英国人民肩负着实现宗教改革真理的使命，这将引导所有人走向启蒙。然而，弥尔顿也阐述了未来关于言论自由讨论的主要脉络。通过定义言论自由的范围和“有害”言论，弥尔顿反对预审查原则，并主张对广泛观点的宽容。 新闻自由在1695年停止受到监管，当时1643年的《出版许可令》在1689年《权利法案》引入后被允许失效，此举发生在光荣革命之后不久。 诸如《闲谈者》（1709年）和《旁观者》（1711年）等刊物的出现，被认为在英国创造了一个“市民公共领域”，这一领域促进了思想和信息的自由交流。
随着印刷术的“威胁”蔓延，更多的政府试图集中控制权力。 法国王室在1546年镇压了印刷业，并将印刷商艾蒂安·多雷处以火刑。1557年，英国王室通过特许文具公司（Stationers’ Company）来遏制煽动性和异端书籍的传播。印刷权仅限于该协会的成员。30年后，星室法庭（Star Chamber）被授予权力以限制“从事印刷或售书的各种争执和无序之人”的“严重恶行和滥用行为”。印刷权被限制在两所大学和伦敦城内的21家已有的印刷商，这些商家拥有53台印刷机。1637年，英国王室控制了铸字业，迫使印刷商逃往荷兰。与权威的对抗使得印刷商变得激进和反叛，在1789年巴士底狱被攻陷前，已有800名作者、印刷商和书商被监禁在巴黎的巴士底狱中。
一系列英国思想家在关于言论自由权的早期讨论中处于前沿，其中包括约翰·弥尔顿（1608–1674）和约翰·洛克（1632–1704）。洛克确立了个人作为价值单位和生命、自由、财产以及追求幸福权利的持有者。然而，洛克的思想主要围绕寻求灵魂救赎的权利这一概念展开。因此，他主要关注的是神学问题。洛克并不支持普遍的宽容或言论自由；根据他的观点，某些群体，如无神论者，不应被容许。

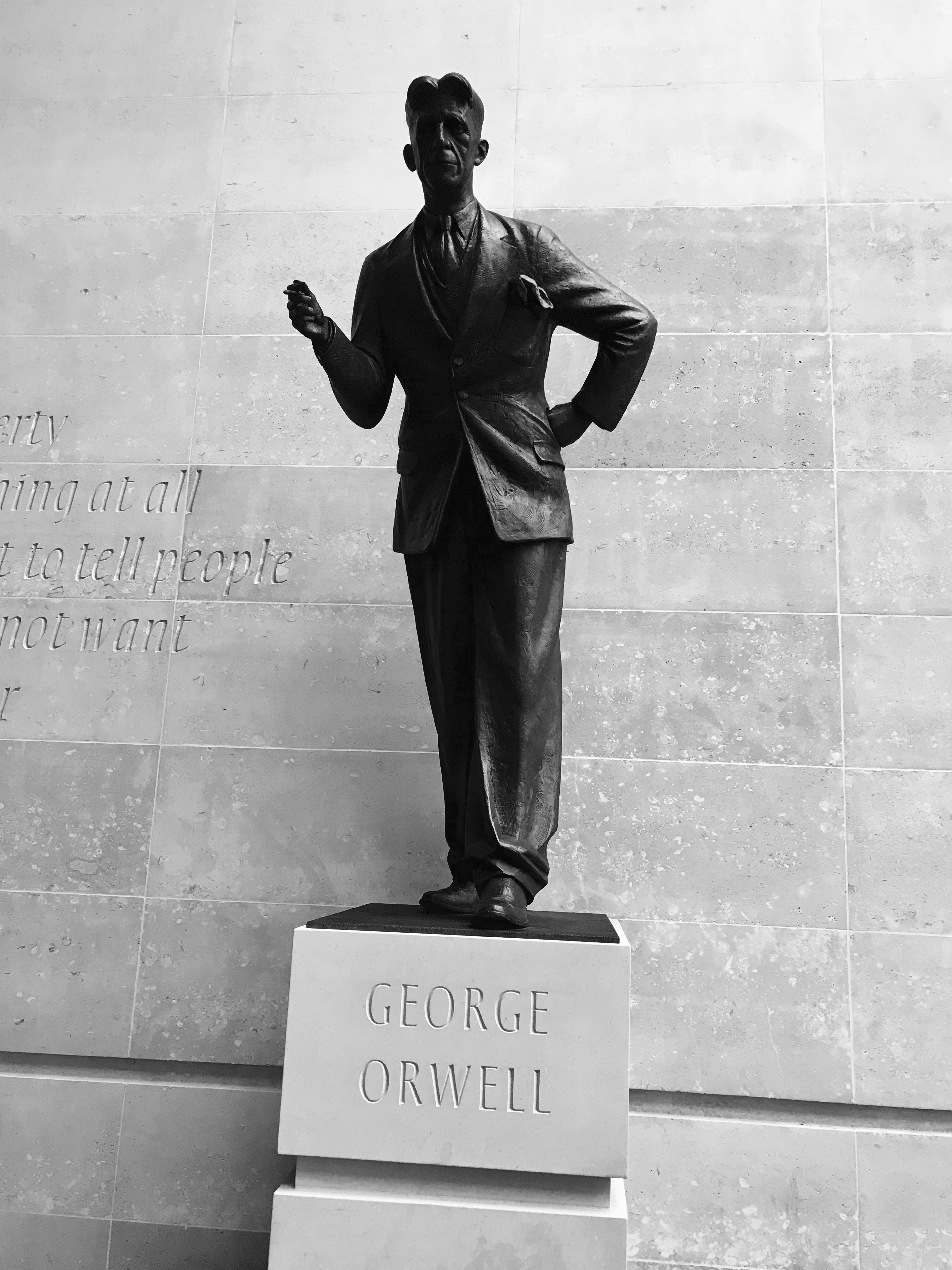
在英国广播公司（BBC）总部的乔治·奥威尔雕像。这座雕像象征着在开放社会中对言论自由的捍卫。雕像背后的墙上刻着乔治·奥威尔为《动物庄园》(1945)拟定前言中的话语：“如果自由意味着什么，那就是拥有告诉人们他们不想听的事情的权利。”

到17世纪下半叶，欧洲大陆的哲学家如巴鲁赫·斯宾诺莎（Baruch Spinoza）和皮埃尔·贝尔（Pierre Bayle）发展了比早期英国哲学家更具普遍性的言论自由和宽容观念。到了18世纪，言论自由的理念开始在整个西方世界的思想家中被广泛讨论，尤其是在法国哲学家，如德尼·狄德罗（Denis Diderot）、霍尔巴赫男爵（Baron d'Holbach）和克洛德·阿德里安·爱尔维修（Claude Adrien Helvétius）等人之间。这种理念逐渐被纳入政治理论，并从理论走向实践。历史上第一个宣布完全言论自由的国家法令是1770年12月4日丹麦-挪威联合王国在约翰·弗里德里希·施特林泽（Johann Friedrich Struensee）摄政时期颁布的。然而，施特林泽本人在1771年10月7日对这一法令施加了一些小的限制，而在1773年施特林泽倒台后，又通过新的立法进一步限制了这一法令，尽管审查制度并未重新引入。
约翰·斯图尔特·密尔（John Stuart Mill，1806–1873）主张，如果没有人的自由，科学、法律或政治就无法取得进步。根据密尔的观点，这些领域的发展需要自由的意见讨论。他于1859年出版的《论自由》（On Liberty）成为捍卫言论自由权利的经典之作。 密尔认为，真理能够驱逐谬误，因此不必害怕思想的自由表达，无论这些思想是真还是假。真理并非稳定或固定的，而是随着时间的推移而不断演变。密尔指出，许多曾被视为真理的东西后来被证明是错误的。因此，观点不应因其表面上的错误而被禁止。密尔还主张，自由的讨论是防止“被确定观点的深沉睡眠”的必要条件。通过讨论，真理的进程得以推进，而考虑错误观点可以重新确认真理观点的基础。 此外，密尔认为，一个人的观点仅对该持有者本身具有内在价值，因此压制表达这种观点是对基本人权的不公。一般认为，在密尔看来，只有在言论构成明确和直接的威胁，可能对他人造成伤害的情况下，才可以合理地加以限制。经济或道德后果，甚至说话者自身的福祉，都不能成为压制言论的正当理由。 然而，密尔在《论自由》中建议，像皮条客（教唆顾客与性工作者发生性关系）这样的言论应受到限制。这表明，他可能愿意限制某些言论，即使这些言论不会直接伤害他人，但却可能削弱他人的决策自主权。
在她1906年出版的《伏尔泰传》中，伊夫琳·比阿特丽斯·霍尔（Evelyn Beatrice Hall）用以下一句话来阐述伏尔泰的信念：“我不同意你的观点，但我会为你说话的权利而誓死捍卫。” 霍尔的这句话常被引用来描述言论自由的原则。诺姆·乔姆斯基（Noam Chomsky）表示：“如果你相信言论自由，那就意味着你相信那些你不喜欢的观点也应享有言论自由。像斯大林和希特勒这样的独裁者只支持他们喜欢的观点的言论自由。如果你支持言论自由，那意味着你恰恰支持那些你憎恶的观点的言论自由。”李·卡罗尔·布林格（Lee Bollinger）认为，“言论自由原则涉及在社会互动中为自我克制开辟一个特殊领域，其目的是发展和展示一种社会能力，以控制由一系列社会接触所引发的情感”。布林格认为，宽容是一种值得提倡的价值，甚至是不可或缺的。然而，批评者认为，社会应当关注那些直接否认或倡导例如种族灭绝等行为的人（参见上述限制）。
作为总部位于伦敦的国际笔会（PEN International，一个捍卫言论自由和自由新闻的组织）主席，英国作家H·G·威尔斯于1934年与斯大林会面，并对苏联的改革抱有希望。然而，在他们莫斯科的会谈中，威尔斯说道：“意见的自由表达——即使是反对意见，我不知道你们是否已经准备好在这里享有如此多的自由。”

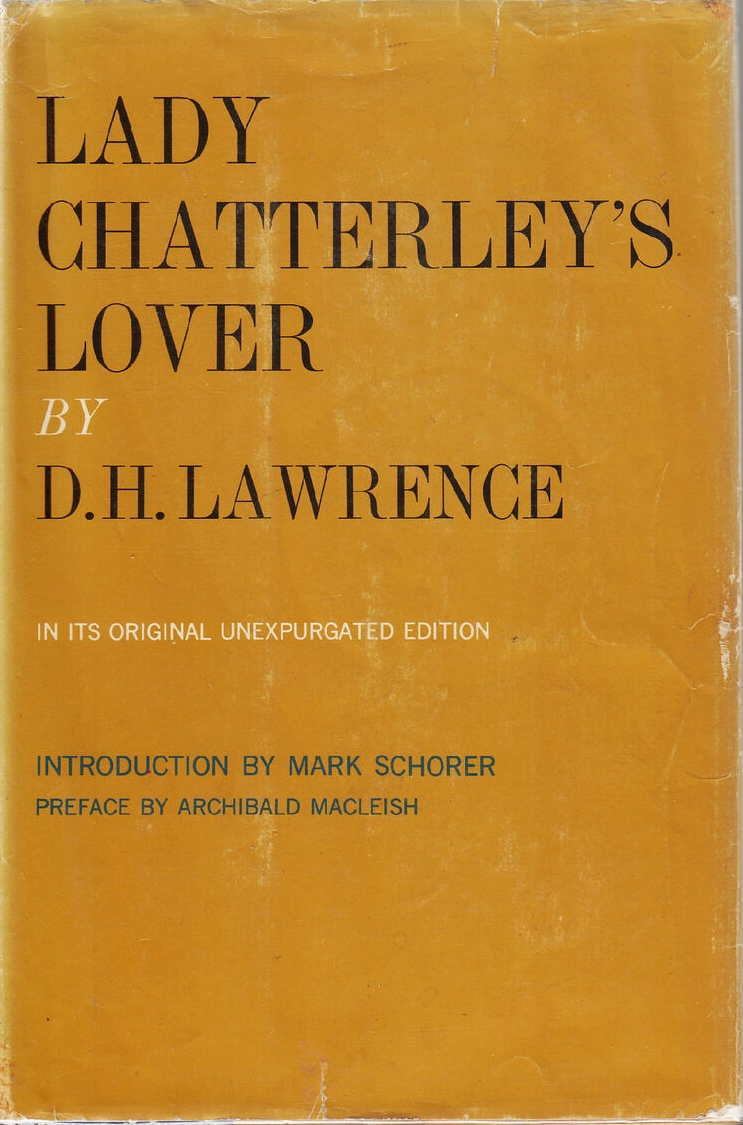
《查泰莱夫人的情人》未删减版(1959)

D.H. 劳伦斯的1928年小说《查泰莱夫人的情人》因淫秽内容在多个国家被禁，包括英国、美国、澳大利亚、加拿大和印度。在1950年代末和1960年代初，这本书成为了具有标志性意义的法院判决案件，最终取消了因淫秽而对其实施的禁令。英国《每日电讯报》的多米尼克·桑德布鲁克（Dominic Sandbrook）写道：“如今，公共淫秽已变得司空见惯，想要重新捕捉到那个因为担心会‘败坏和腐蚀’读者而决定禁书的社会氛围，已经变得非常困难。”《纽约时报》的弗雷德·卡普兰（Fred Kaplan）表示，淫秽法律的推翻“引发了美国言论自由的爆炸性发展”。1960年代，还爆发了言论自由运动，这是一次在加利福尼亚大学伯克利分校（University of California, Berkeley）校园内持续进行的大规模学生抗议，发生在1964-65学年期间。
与英语的国家相比，法国是文学自由的避风港。 法国人天生重视思想，这意味着法国不倾向于因作家的写作而惩罚他们，因此起诉案件较为罕见。虽然在其他地方都被禁止，詹姆斯·乔伊斯的《尤利西斯》却于1922年在巴黎出版。亨利·米勒的1934年小说《北回归线》（在美国直到1963年才解禁）和劳伦斯的《查泰莱夫人的情人》也都在法国出版，远早于它们在各自作者的国家发布。
1964年，喜剧演员莱尼·布鲁斯因再次因使用各种淫秽语言而在美国遭到投诉并被逮捕。一个由三名法官组成的小组主持了这场广受关注的为期六个月的审判。1964年11月，他因淫秽罪被判定有罪。1964年12月21日，他被判处在强制劳动营服刑四个月。 在上诉过程中，他被保释释放，并在上诉判决前去世。2003年12月23日，布鲁斯去世37年后，纽约州州长乔治·帕塔基为他颁发了追授赦免，撤销了他的淫秽定罪。
在美国，言论自由的权利被解释为包括在公共场所拍摄并发布陌生人照片的权利，无需他们的许可或知情。然而，这种情况在全球范围内并非如此。

## 罪行
在一些国家，人们不被允许谈论某些事情，例如不敬罪，这是一种对在位君主或国家尊严的犯罪行为。这样做构成犯罪。例如，沙特阿拉伯在2018年处决了记者贾迈勒·卡舒吉。当他进入沙特驻土耳其大使馆时，一支沙特刺客小组将他杀害。另一位沙特作家拉伊夫·巴达维于2012年被逮捕并遭鞭打。

截至2023年1月，拥有亵渎罪法律的国家地图

2022年3月4日，俄罗斯总统弗拉基米尔·普京签署了2022年第32-FZ號聯邦法律，规定散布关于俄罗斯在乌克兰军事行动的“虚假新闻”将面临最高15年的监禁。截至2022年12月，已有超过4000名俄罗斯人因“虚假新闻”法律而被起诉。 1993年《俄罗斯联邦宪法》第2章《人权与公民自由》第29条明确禁止审查制度。

## 延伸閱讀
- 《论出版自由》，約翰·密爾頓，吴之椿译，商务印书馆，1958年
- 《论自由》，密尔，程崇华译，商务印书馆，1959年
- 《表达自由—美国宪法第一修正案研究》，邱小平，政治与法律思想论丛，北京大学出版社，2005年，ISBN 978-7-301-08165-5
- 《言论自由的反讽》，欧文·菲斯，刘擎、殷莹译，新星出版社，2005年
- 無論是對的還是錯的，都不可以禁止！－彌爾與思想言論自由 | WTF! JURISPRUDENCE （页面存档备份，存于）

## 外部連結
- "Timeline: a history of free speech" （页面存档备份，存于）, David Smith and Luc Torres, The Guardian, 5 February 2006.
- "Original Meaning of Freedom of Speech or of the Press" (U.S.A) （页面存档备份，存于）, P.A. Madison, The Federalist Blog, 18 October 2008.
- "Free Speech in the Age of YouTube" （页面存档备份，存于）, Somini Sengupta, New York Times, 22 September 2012.
- Article19.org （页面存档备份，存于）, Global Campaign for Free Expression.
- Free Speech Debate （页面存档备份，存于）, a research project of the Dahrendorf Programme for the Study of Freedom at St Antony's College in the University of Oxford.
- Index on Censorship （页面存档备份，存于）, an international organisation that promotes and defends the right to freedom of expression.
- Media Freedom Navigator: Media Freedom Indices at a Glance （页面存档备份，存于）, Deutsche Welle Akademie.
- Special Rapporteur for Freedom of Expression （页面存档备份，存于）, Organization of American States.